# Geração de 98

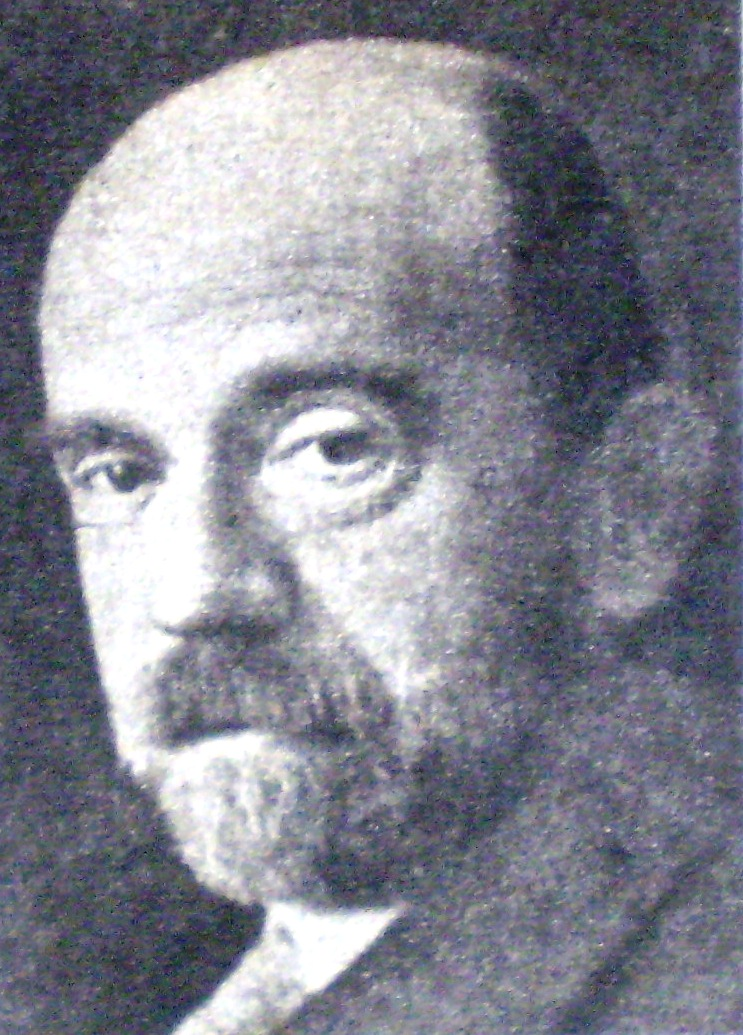
Foto de Pío Baroja.

A Geração de 98 (em castelhano Generación del 98) é a denominação atribuída a um grupo de escritores, ensaístas e poetas espanhóis que se viram profundamente afetados pela crise moral, política e social na Espanha subsequente à derrota militar na Guerra Hispano-Americana e a consequente perda de Porto Rico, Cuba e Filipinas em 1898. Todos os autores englobados nessa geração nasceram entre 1864 e 1875.
Inspiraram-se na corrente crítica do canovismo denominada regeneracionismo e ofereceram uma visão artística em conjunto em La generación del 98. Clásicos y modernos.
Estes autores começaram a escrever numa veia juvenil hipercrítica e esquerdista que mais tarde se orientaria para uma concepção tradicional do velho e do novo. Pronto, porém, seguiu a polêmica: Pío Baroja e Ramiro de Maeztu negaram a existência de tal geração, e tarde Pedro Salinas afirmou-a, após uma minuciosa análise, nos seus cursos universitários e num breve artigo aparecido em Revista de Occidente (Dezembro de 1935), seguindo o conceito de "geração literária" definido por Peterson; este artigo apareceu depois na sua obra Literatura española. Siglo XX, 1949.
José Ortega y Gasset distinguiu duas gerações em torno às datas de 1857 e 1872, uma integrada por Ganivet e Unamuno e outra pelos membros mais novos. Seu discípulo Julián Marías, usando o conceito de "geração histórica", e a data central de 1871, estabeleceu que pertencem a ela Miguel de Unamuno, Ángel Ganivet, Valle-Inclán, Jacinto Benavente, Carlos Arniches, Vicente Blasco Ibáñez, Gabriel y Galán, Manuel Gómez Moreno, Miguel Asín Palacios, Serafín Álvarez Quintero, Pío Baroja, Azorín, Joaquín Álvarez Quintero, Ramiro de Maeztu, Manuel Machado, Antonio Machado e Francisco Villaespesa.
A crítica ao conceito de geração foi realizada inicialmente por Juan Ramón Jiménez num curso ditado na década de 1950 na Universidade de Porto Rico (Río Piedras), e depois por um importante grupo de críticos que vai desde Federico de Onís, Ricardo Gullón, Allen W. Phillips, Yvan Shulman, e termina com as últimas contribuições de José Carlos Mainer e Germán Gullón, entre outros. Todos eles puseram em dúvida a oposição do conceito de geração de 98 e de Modernismo.

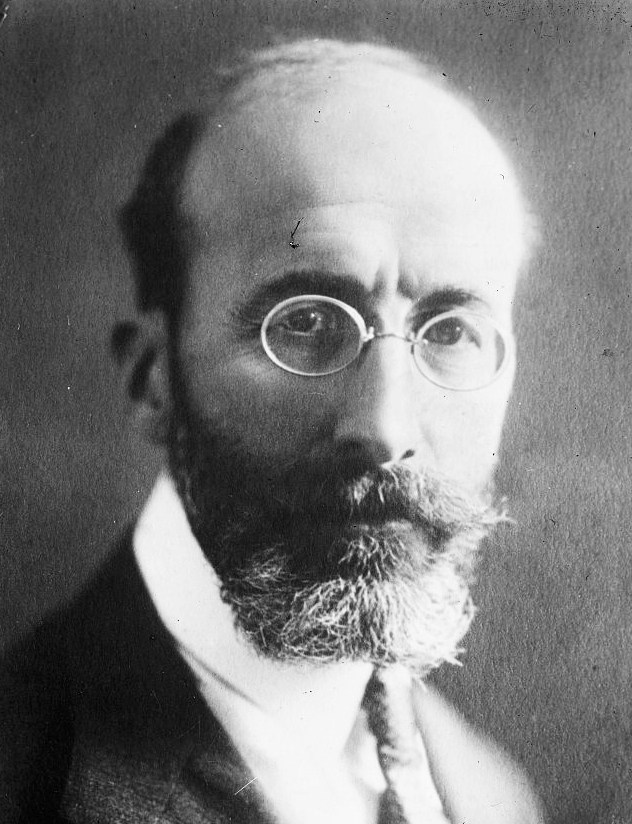
Ramón Menéndez Pidal.

## Lista de integrantes
Dentre os integrantes mais significativos deste grupo podem ser citados Ángel Ganivet, Miguel de Unamuno, Enrique de Mesa, Ramiro de Maeztu, Azorín, Antonio Machado, os irmãos Pío e Ricardo Baroja, Ramón María del Valle-Inclán e o filólogo Ramón Menéndez Pidal. Alguns incluem também Vicente Blasco Ibáñez, que pela sua estética poderia ser considerado um escritor do Naturalismo, bem como o dramaturgo Jacinto Benavente. Não é incluído José Ortega y Gasset, considerado quase unanimemente como pertencente ao Novecentismo.
Artistas de outras disciplinas podem ser também considerados dentro desta estética, como por exemplo os pintores Ignacio Zuloaga e Ricardo Baroja, este último também escritor. Entre os músicos destacam-se Isaac Albéniz e Enrique Granados.
A maioria dos textos escritos durante esta época literária foram produzidos nos anos imediatamente posteriores a 1910 e são sempre pontuados pela auto-justificação dos radicalismos e rebeldias juvenis (Machado nos últimos poemas incorporados a Campos de Castilla, Unamuno nos seus artigos escritos durante a I Guerra Mundial ou na obra ensaística de Pío Baroja).

## Centros de reunião
Benavente e Valle-Inclán presidiam tertúlias no Café de Madrid, frequentadas por Rubén Darío, Maeztu e Ricardo Baroja. Pouco depois, Benavente e os seus seguidores foram à Cervecería Inglesa, enquanto Valle-Inclán, os irmãos Machado, Azorín e Pío Baroja tomavam o Café de Fornos. O engenho de Valle-Inclán levou-o depois a presidir a tertúlia do Café Lyon d'Or e a do novo Café de Levante, sendo a que maior número de participantes congregou.

## Revistas
Os autores de 98 agruparam-se em torno a algumas revistas características. Don Quijote (1892-1902), Germinal (1897-1899), Vida Nueva(1898-1900), Revista Nueva (1899), Juventud (1901-1902), Electra (1901), Helios (1903-1904) e Alma Española (1903-1905).

## Livros de memórias
Não foram muito fãs os autores de 98 a falar dos seus companheiros. Pío Baroja deixou bastantes lembranças deles em dois livros de memórias, Juventud, egolatría e Desde la última vuelta del camino. Ricardo Baroja fez o próprio em Gente del 98. Unamuno deixou vários textos autobiográficos sobre a sua juventude, mais poucos sobre a sua idade madura.

## Características
Os autores da geração mantiveram, ao menos a princípio, uma estreita amizade e opuseram-se à Espanha da Restauração; Pedro Salinas analisou até que ponto podia considerar-se verdadeiramente uma geração dum ponto de vista histórico. O indiscutível é que compartilham uma série de pontos em comum:

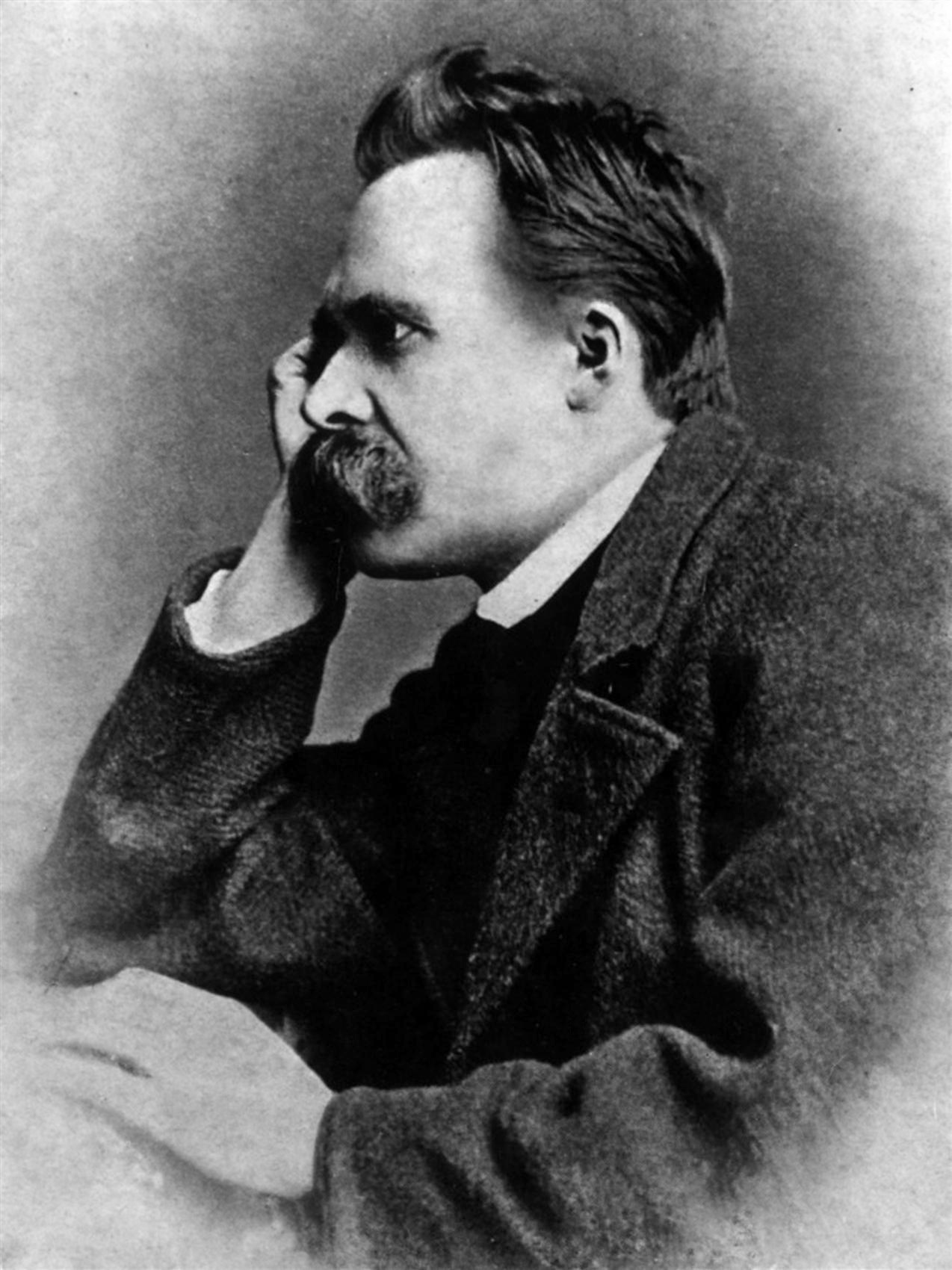
Friedrich Nietzsche. Fotografia de Gustav Schultze. Nietzsche foi uma influência importante para muitos escritores de 98.

- 1. Distinguiram entre uma "Espanha real" miserável e outra "Espanha oficial" falsa e aparente. Sua preocupação pela identidade do espanhol está na origem do chamado debate sobre o Ser da Espanha, que continuou nas seguintes gerações.
- 2. Sentem um grande interesse e amor pela Castela miserável das povoações abandonadas e poentas; revalorizam a sua paisagem e as suas tradições, a sua linguagem castiça e espontânea. Percorrem os dois planaltos castelhanos escrevendo livros de viagens e ressuscitam e estudam os mitos literários espanhóis e o Romancero.
- 3. Quebram e renovam os moldes clássicos dos gêneros literários, criando novas formas em todos eles. Na narrativa, a nivola unamuniana, o romance impressionista e lírica de Azorín, que experimenta com o espaço e o tempo e faz viver o mesmo personagem em várias épocas; o romance aberto e desagregado de Baroja, influenciado pelo folhetim, ou o romance quase teatral de Valle-Inclán. No teatro, o esperpento e o expressionismo de Valle-Inclán ou os dramas filosóficos de Unamuno.
- 4. Recusam a estética do Realismo e o seu estilo de frase ampla, de elaboração retórica e de caráter miúdo e detalhista, preferindo uma linguagem mais próxima à língua da rua, de sintaxe mais curta e caráter impressionista; recuperaram as palavras tradicionais e castiças campesinas.
- 5. Intentaram aclimatar na Espanha as correntes filosóficas do Irracionalismo europeu, em particular de Friedrich Nietzsche (Azorín, Maeztu, Baroja, Unamuno), Arthur Schopenhauer (especialmente em Baroja), Sören Kierkegaard (em Unamuno) e Henri Bergson (Antonio Machado).
- 6. O pessimismo é a atitude mais corrente entre eles, e a atitude crítica e descontenta faz que simpatizem com românticos como Mariano José de Larra, ao que dedicaram uma homenagem.
- 7. Ideologicamente compartilham as teses do Regeneracionismo, em particular de Joaquín Costa.

Por um lado, os intelectuais mais modernos, secundados às vezes pelos próprios autores criticados, defendiam que a "geração de 98" se caracterizava por um aumento do egotismo, por um precoce e excitante sentimento de frustração, pela exageração neo-romântica do individual e pela sua imitação servil das modas europeias por enquanto.
Pelo outro lado, para os escritores da esquerda revolucionária da década de 1930, a interpretação negativa da rebeldia de 98 une-se a uma fundamentação ideológica: o espírito de fim-de-século, de protesto responde ao sarampo juvenil de um setor da pequena burguesia intelectual, condenado a refluir numa atitude espiritualista e equívoca, nacionalista e anti-progressiva. Ramón J. Sender mantinha ainda em 1971 a mesma tese (embora com supostos diferentes).
Os problemas à hora de definir a "geração de 98" sempre foram (e são) numerosos já que não se pode abranger a totalidade de experiências artísticas de uma extensa trajetória temporária. A realidade do momento era muito complexa e não permite entender a geração baseando-se na vivência comum de uns mesmos fatos históricos (ingrediente básico de um fato geracional). Isto é devido a um triplo motivo:
1. A crise política de finais do século XIX afetou bastantes mais escritores dos que são englobados na "geração de 98".
2. Não se pode restringir a experiência histórica dos autores nascidos entre 1864 e 1875 (datas de nascimento de Unamuno e Machado) ao ressentimento nacionalista produzido pela perda das colônias. Afiançava-se, além disso, por aqueles anos na Espanha uma comunidade social e econômica quase moderna.
3. O auge do republicanismo e a pugna anticlerical (1900-1910), bem como importantes greves, sindicalismo, mobilizações obreiras ou atentados anarquistas.

Cabe perguntar-se como é que a geração de 98 não tomou nome do Modernismo, já que surgem paralelamente e perseguem metas parecidas.

## Contexto histórico
Os anos compreendidos entre 1875 e 1898 são de tédio criativo devido ao projeto da Restauração Bourbônica de Cánovas. Quando Espanha perde em 1898 as colônias, a sociedade volta a lembrar a Revolução da Gloriosa.
O grupo de comentaristas "intelectuais" do desastre de 98 rondavam os 50 anos de idade e as suas perspectivas profissionais atingiram a sua cimeira (ou estavam fazendo-o). Os mais velhos acercam-se à idade de Galdós e os mais novos à de Unamuno. Isto significa, em contraste com a "geração de 98", que se formaram espiritualmente nos tempos da Revolução de Setembro.
O importante de considerá-los em conjunto é o fato de viverem duas épocas emocional e intelectualmente diferentes.
1. A revolucionária: efervescência ideológica, afã de reforma e confiança na virtude corretora dos programas políticos.
2. A restauradora: atonia dos espíritos, o apoucamento com que se abordam iniludíveis problemas, a suspeita que inspira toda ideia de câmbio e a crescente desconfiança na política vigente.

Trata-se, pois, de homens duplamente enganados já que viram fracassar duas estruturas políticas de aspecto contraditório (Revolução e Restauração). Destes dois experimentos políticos os intelectuais de 98 tiraram uma mesma conclusão: a urgência de buscar em zonas de pensamento e atividade alheias à política os meios de resgatar a Espanha da sua progressiva catalepsia [morte aparente].
A primeira repulsa intelectual teve lugar nos albores da Restauração. Em 1876 Francisco Giner de los Ríos funda a Institución Libre de Enseñanza. Sua tarefa constitui o repúdio indireto do ensino oficial, provadamente ineficaz e insuficiente naquela época, e sujeito à agonizante tutoria dos interesses políticos e religiosos.
Apresentou-se então o problema da pessoalidade histórica da Espanha (bem como o fizeram na França pouco antes da derrota de Sedan). Unamuno estudou o casticismo, Ricardo Macías Picavea a "perda da pessoalidade", Rafael Altamira a psicologia do povo espanhol, Joaquín Costa a pessoalidade histórica da Espanha.

## Análogos europeus
Os autores de 98 têm evidentes paralelos europeus:
- O quietismo de Unamuno remete aos problemas vividos por André Gide.
- O teatro galego de Valle-Inclán parece ressonar no teatro irlandês da década de 1920.
- Azorín reúne a sensibilidade reacionária para o passado cultural (típica da Itália) e teatral.

O jornalismo, em tanto prática literária habitual, e a condição intelectual, em tanto talante pessoal, desenvolvem uma nova modalidade ensaística, ajustada a uma temática na que a evocação ou o confessional enquadram temas de reflexão muito característicos.
As crises do romance e do teatro são vividas com peculiar intensidade na nivola unamuniana, o desmoronamento do conto em Azorín ou pela peculiar teoria narrativa de Baroja.